# Mézières-sur-Couesnon
Pour les articles homonymes, voir Mézières et Couesnon (homonymie).
Mézières-sur-Couesnon est une commune française située dans le département d'Ille-et-Vilaine en région Bretagne, peuplée de 1 735 habitants (les Mézièrais).

## Géographie
Mézières-sur-Couesnon est situé à 30 km au nord-est de Rennes et à 42 km au sud du Mont-Saint-Michel dans le pays de Fougères.

### Communes limitrophes
| Vieux-Vy-sur-Couesnon | Saint-Ouen-des-Alleux  | Saint-Marc-sur-Couesnon (Rives-du-Couesnon) |
| Gahard                | Mézières-sur-Couesnon  | Saint-Jean-sur-Couesnon (Rives-du-Couesnon) |
|                       | Saint-Aubin-du-Cormier |                                             |

### Hydrographie
Pour un article plus général, voir Réseau hydrographique d'Ille-et-Vilaine.
La commune est située dans le bassin Loire-Bretagne. Elle est drainée par le Couesnon, le Riclon, le Moroval, l'aqueduc souterrain, le ruisseau de la Motte et le ruisseau de Riaudon,,.
Le Couesnon, d'une longueur de 97 km, prend sa source dans la commune de Saint-Pierre-des-Landes et se jette  dans la Manche au niveau du Mont-Saint-Michel, après avoir traversé 25 communes. 
Le Riclon, d'une longueur de 13 km, prend sa source dans la commune  et se jette  dans l'Illet  à Ercé-près-Liffré, après avoir traversé quatre communes. 

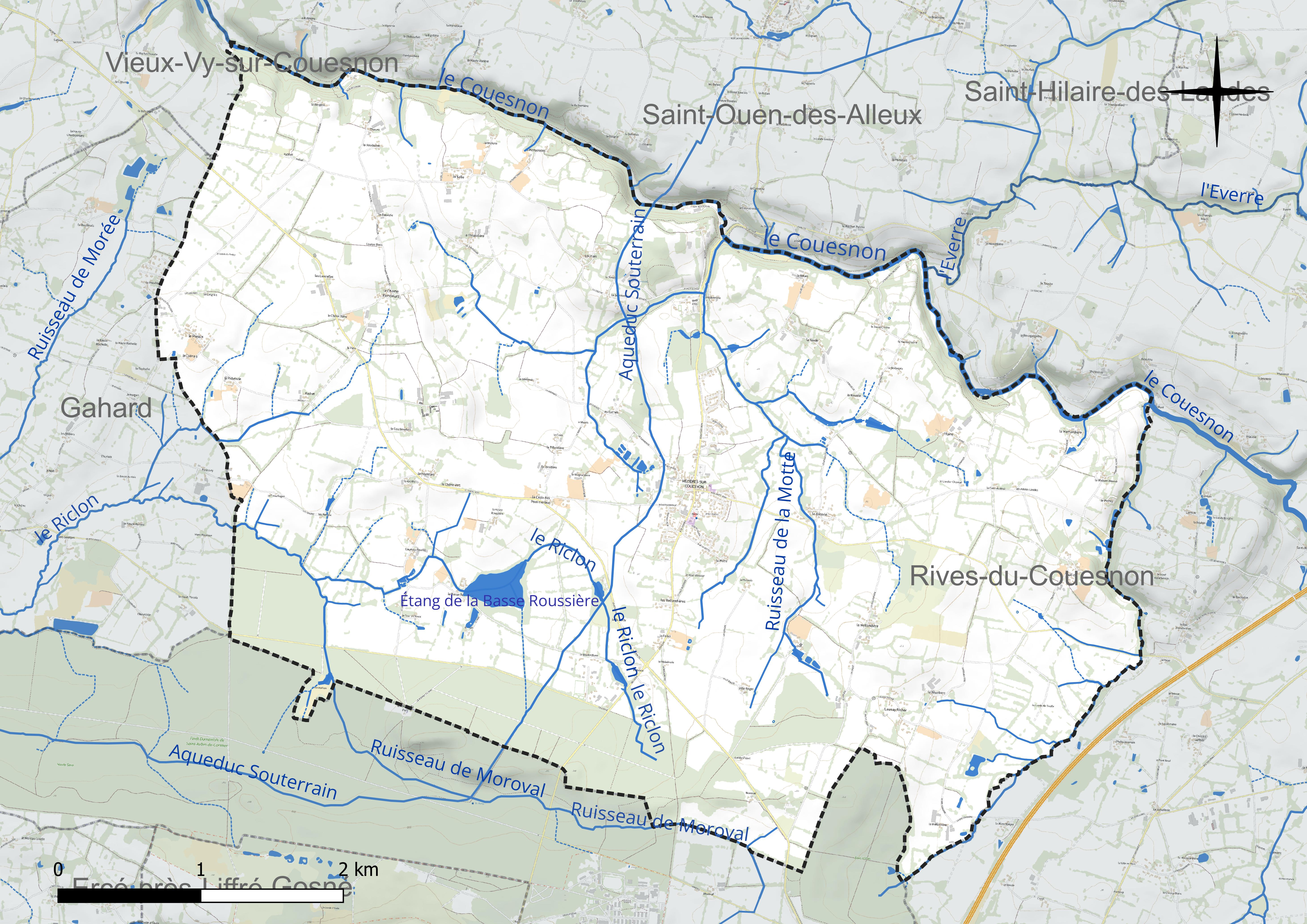
Réseau hydrographique de Mézières-sur-Couesnon.

Un plan d'eau complète le réseau hydrographique : l'étang de la Basse Roussière (8,7 ha),.

### Climat
Pour des articles plus généraux, voir Climat de la Bretagne et Climat d'Ille-et-Vilaine.
En 2010, le climat de la commune est de type climat océanique franc, selon une étude du CNRS s'appuyant sur une série de données couvrant la période 1971-2000. En 2020, Météo-France publie une typologie des climats de la France métropolitaine dans laquelle la commune est exposée à un climat océanique et est dans la région climatique  Bretagne orientale et méridionale, Pays nantais, Vendée, caractérisée par une faible pluviométrie en été et une bonne insolation. Parallèlement l'observatoire de l'environnement en Bretagne publie en 2020 un zonage climatique de la région Bretagne, s'appuyant sur des données de Météo-France de 2009. La commune est, selon ce zonage, dans la zone « Intérieur Est », avec des hivers frais, des étés chauds et des pluies modérées.  
Pour la période 1971-2000, la température annuelle moyenne est de 11,3 °C, avec une amplitude thermique annuelle de 12,8 °C. Le cumul annuel moyen de précipitations est de 810 mm, avec 13,1 jours de précipitations en janvier et 7,5 jours en juillet. Pour la période 1991-2020, la température moyenne annuelle observée sur la station météorologique la plus proche, située sur la commune de Feins à 16 km à vol d'oiseau, est de 11,9 °C et le cumul annuel moyen de précipitations est de 816,2 mm,. Pour l'avenir, les paramètres climatiques de la commune estimés pour 2050 selon différents scénarios d'émission de gaz à effet de serre sont consultables sur un site dédié publié par Météo-France en novembre 2022.

## Urbanisme

### Typologie
Au 1er janvier 2024, Mézières-sur-Couesnon est catégorisée commune rurale à habitat dispersé, selon la nouvelle grille communale de densité à sept niveaux définie par l'Insee en 2022.
Elle est située hors unité urbaine. Par ailleurs la commune fait partie de l'aire d'attraction de Rennes, dont elle est une commune de la couronne,. Cette aire, qui regroupe 183 communes, est catégorisée dans les aires de 700 000 habitants ou plus (hors Paris),.

### Occupation des sols
L'occupation des sols de la commune, telle qu'elle ressort de la base de données européenne d'occupation biophysique des sols Corine Land Cover (CLC), est marquée par l'importance des territoires agricoles (86 % en 2018), une proportion sensiblement équivalente à celle de 1990 (86,5 %). La répartition détaillée en 2018 est la suivante : 
zones agricoles hétérogènes (43,5 %), prairies (37,3 %), forêts (12,5 %), terres arables (5,1 %), zones urbanisées (1,6 %). L'évolution de l'occupation des sols de la commune et de ses infrastructures peut être observée sur les différentes représentations cartographiques du territoire : la carte de Cassini (XVIIIe siècle), la carte d'état-major (1820-1866) et les cartes ou photos aériennes de l'IGN pour la période actuelle (1950 à aujourd'hui).

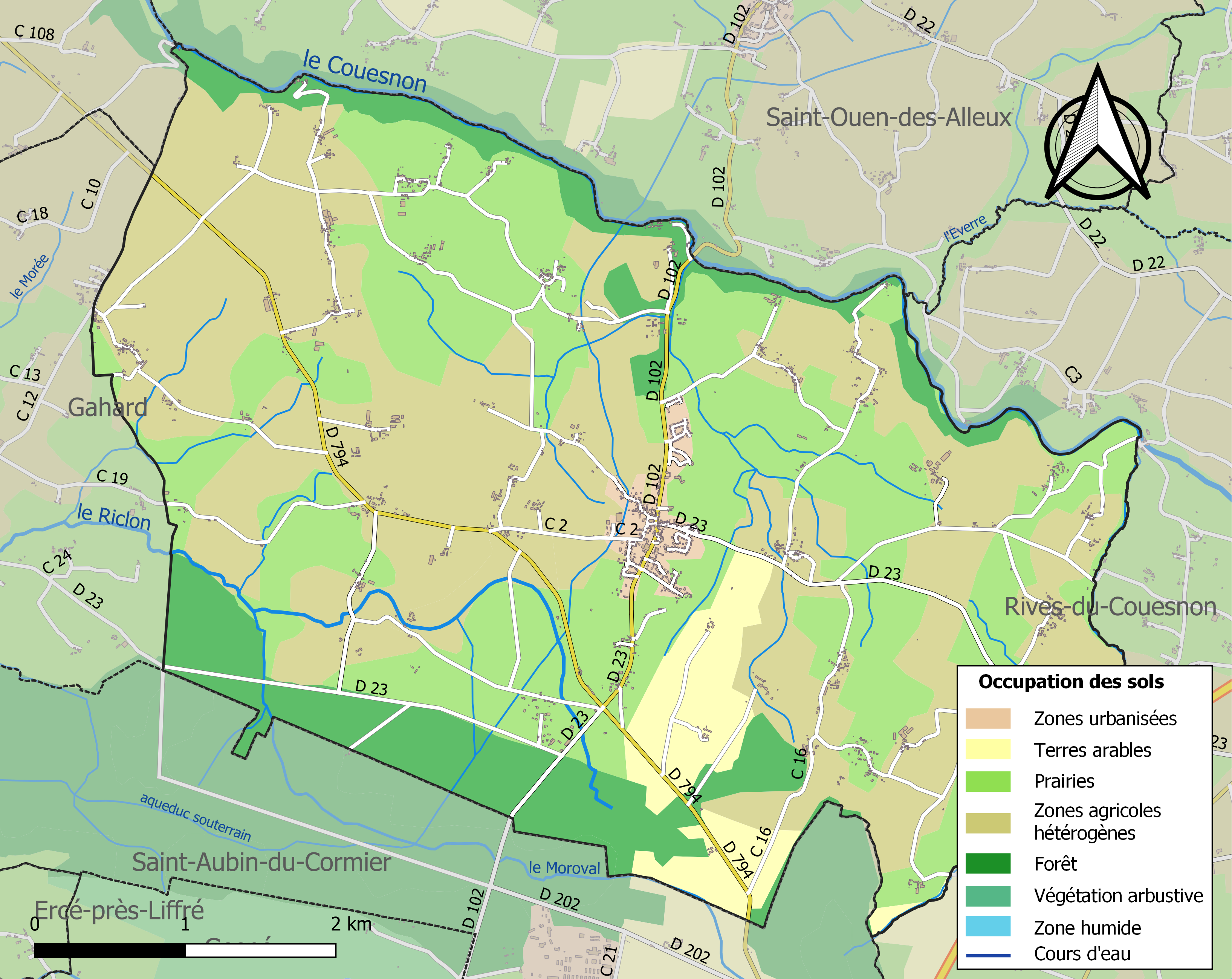
Carte des infrastructures et de l'occupation des sols de la commune en 2018 (CLC).

## Toponymie
Le nom de la localité est attesté sous la forme Maceriis au XIe siècle.
Elle s'appelait, avant la Révolution, Saint-Martin-de-Mézières.
En 1920, le nom de la commune de Mézières a été modifié en Mézières-sur-Couesnon.
Mézières-sur-Couesnon est issu du latin Maceris (« mur en ruine »).
Une forme bretonne a été proposée récemment ː Magoer-ar-C'houenon.

## Histoire
La bataille de Saint-Aubin-du-Cormier (28 juillet 1488) se déroula sur la lande dite depuis "de la Rencontre". Elle opposa les Bretons et les Français ; ces derniers l'emportèrent. Jean II de la Celle (1450-1507), seigneur de la Sécardaie, y ayant participé, deux boulets de canon de cette bataille sont conservés au château de la Sécardaye : le boulet breton (le plus gros) est en granit ; le boulet français (le plus lourd) est en fer.

## Politique et administration
| Période                                  | Période    | Identité         | Étiquette | Qualité             |
| ---------------------------------------- | ---------- | ---------------- | --------- | ------------------- |
|                                          | mars 2001  | Raymond Dalle    |           | Agriculteur         |
| mars 2001                                | avril 2013 | Philippe Dolo    |           | Cadre de banque     |
| 6 mai 2013                               | En cours   | Olivier Barbette | DVD       | Cadre fonctionnaire |
| Les données manquantes sont à compléter. |            |                  |           |                     |

## Démographie
L'évolution du nombre d'habitants est connue à travers les recensements de la population effectués dans la commune depuis 1793. Pour les communes de moins de 10 000 habitants, une enquête de recensement portant sur toute la population est réalisée tous les cinq ans, les populations de référence des années intermédiaires étant quant à elles estimées par interpolation ou extrapolation. Pour la commune, le premier recensement exhaustif entrant dans le cadre du nouveau dispositif a été réalisé en 2006.
En 2022, la commune comptait 1 735 habitants, en évolution de +1,17 % par rapport à 2016 (Ille-et-Vilaine : +5,46 %, France hors Mayotte : +2,11 %).
| 1793  | 1800  | 1806  | 1821  | 1831  | 1836  | 1841  | 1846  | 1851  |
| ----- | ----- | ----- | ----- | ----- | ----- | ----- | ----- | ----- |
| 1 185 | 1 135 | 1 049 | 1 262 | 1 271 | 1 298 | 1 330 | 1 426 | 1 514 |

| 1856  | 1861  | 1866  | 1872  | 1876  | 1881  | 1886  | 1891  | 1896  |
| ----- | ----- | ----- | ----- | ----- | ----- | ----- | ----- | ----- |
| 1 520 | 1 556 | 1 595 | 1 621 | 1 646 | 1 755 | 1 628 | 1 518 | 1 540 |

| 1901  | 1906  | 1911  | 1921  | 1926  | 1931  | 1936  | 1946  | 1954  |
| ----- | ----- | ----- | ----- | ----- | ----- | ----- | ----- | ----- |
| 1 490 | 1 400 | 1 379 | 1 173 | 1 135 | 1 108 | 1 121 | 1 157 | 1 110 |

| 1962  | 1968 | 1975 | 1982 | 1990 | 1999 | 2006  | 2011  | 2016  |
| ----- | ---- | ---- | ---- | ---- | ---- | ----- | ----- | ----- |
| 1 007 | 962  | 881  | 816  | 807  | 822  | 1 164 | 1 459 | 1 715 |

| 2021  | 2022  | - | - | - | - | - | - | - |
| ----- | ----- | - | - | - | - | - | - | - |
| 1 756 | 1 735 | - | - | - | - | - | - | - |

## Lieux et monuments

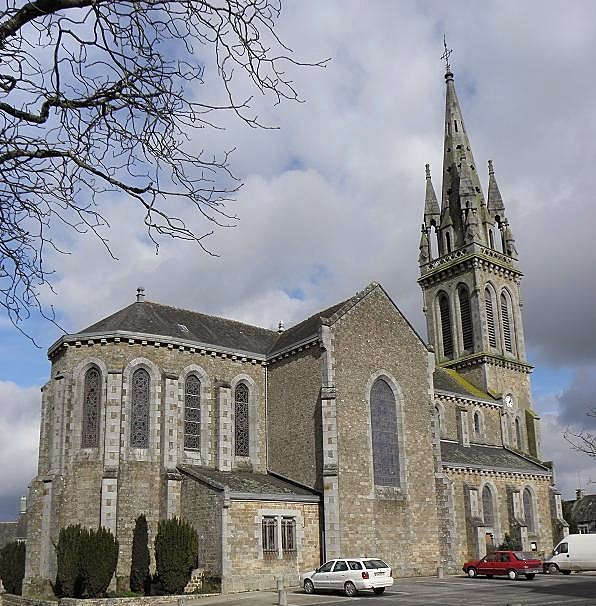
Église Saint-Martin de Mézières-sur-Couesnon.

La commune compte un seul monument historique protégé :
- Le château de la Sécardais (ou Sécardaye) a été construit en 1758 sur les plans de Forestier le Jeune ; la chapelle Saint Pierre date de 1608. François-René de Chateaubriand y a séjourné pour rendre visite à sa sœur Bénigne comtesse de Châteaubourg ; il évoque la Sécardais dans les Mémoires d'outre-tombe. Le château, la chapelle, le jardin et l'allée Chateaubriand au nord ont été inscrits par arrêté du 22 juillet 2004 du préfet de la région Bretagne[30].

Autres monuments :
- Château de la Giraudais, XVIIIe siècle.
- Château de la Ville Olivier, XVIIIe siècle. La grille d'entrée en fer forgé est surmontée d'une couronne de marquis.
- Manoir de la Chaîne-Rambourg.
- Manoir de la Courbaudais.

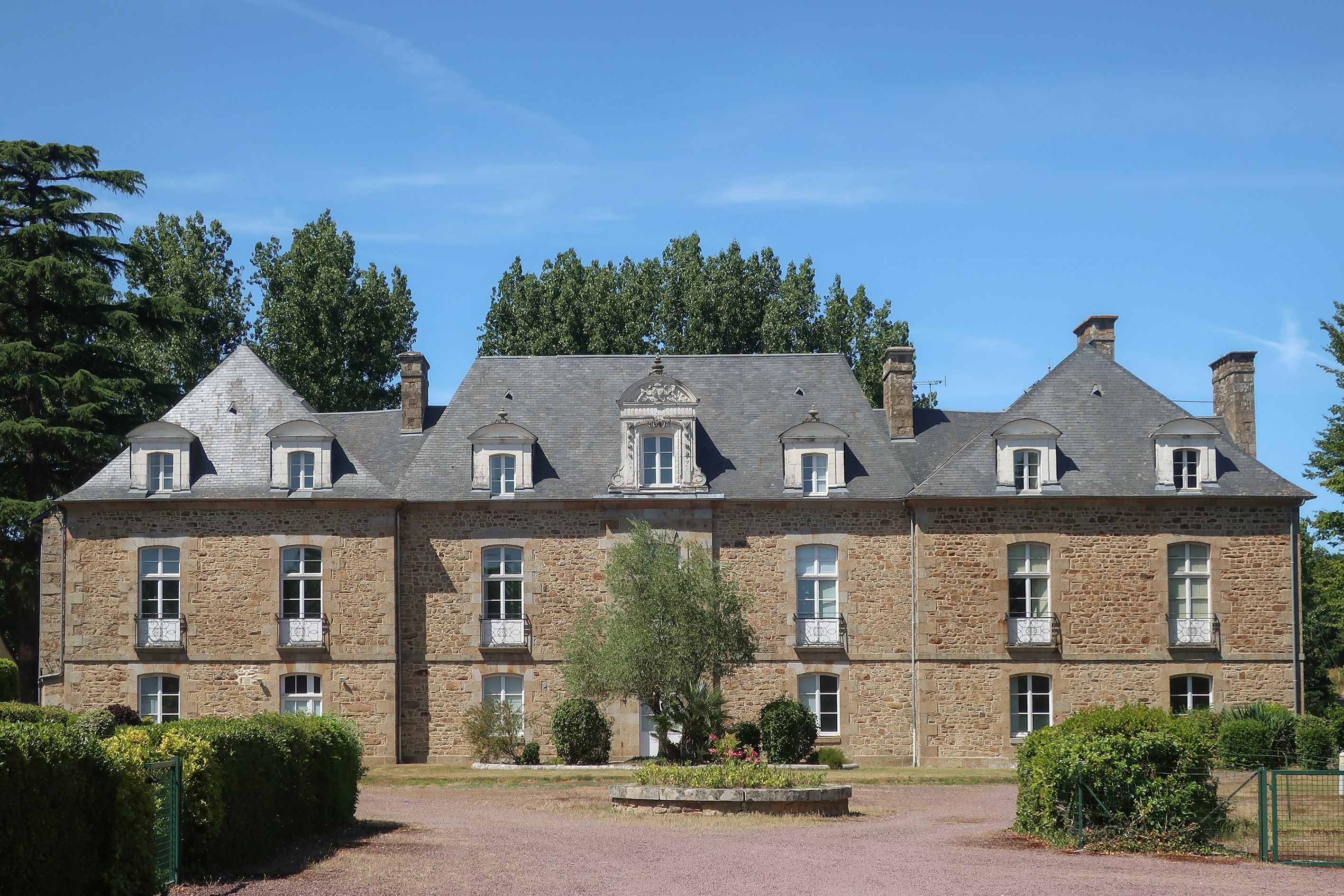
Le château de la Ville-Olivier

- Le château de la Ville-OlivierL'église Saint-Martin, édifiée en 1890 par l'architecte Gelly possède un tympan en mosaïque, œuvre des ateliers Odorico.

## Activité et manifestations
De nombreuses activités de pleine nature sont possibles dans la vallée du Couesnon. Celle-ci est principalement réputée pour le VTT et le site d'escalade qui s'y trouve. En outre la base de plein air Couesnon rive gauche propose entre autres du canoë kayak.

## Personnalités liées à la commune
- Alexandre Lefas (1871 - 1950 à Mézières-sur-Couesnon), député puis sénateur d'Ille et Vilaine.